# Wim Stroetinga
Willem "Wim" Stroetinga (Drachten, 23 de maio de 1985) é um ciclista profissional holandês que participa em competições de ciclismo de pista.
Fez parte da equipe de ciclismo holandesa que terminou em quinto na perseguição por equipes de 4 km nos Jogos Olímpicos de Pequim 2008; e em Londres 2012, terminou em sétimo no mesmo evento.